# Federação da Austrália
A federação da Austrália foi um processo no qual as seis colônias britânicas de Austrália Meridional, Austrália Ocidental, Nova Gales do Sul, Queensland, Tasmânia e Victoria constituíram uma federação em 1º de janeiro de 1901 para formar a Comunidade da Austrália, estabelecendo um sistema de federalismo na Austrália. Inicialmente, Fiji e Nova Zelândia participaram deste processo, mas depois optaram por se separar.
Quando a Constituição da Austrália entrou em vigor, em 1º de janeiro de 1901, as colônias se tornaram estados da nova entidade territorial. Após a federação, as seis colônias que formam a Comunidade da Austrália mantiveram o sistema  de governo (com legislatura bicameral) da época em que eram colônias separadas, mas também concordaram em ter um governo federal responsável por assuntos relacionados à nação inteira.